# Heminothrus
Heminothrus är ett släkte av kvalster som beskrevs av Berlese 1913. Heminothrus ingår i familjen Camisiidae.

## Dottertaxa tillHeminothrus, i alfabetisk ordning[1][2]
- Heminothrus altimontanus
- Heminothrus apophysiger
- Heminothrus banksi
- Heminothrus biangulatus
- Heminothrus bicarinatus
- Heminothrus bistriatus
- Heminothrus brevisetosus
- Heminothrus capillatus
- Heminothrus carinatus
- Heminothrus castaneus
- Heminothrus exaggeratus
- Heminothrus fluviatilis
- Heminothrus fossatus
- Heminothrus glaber
- Heminothrus hooki
- Heminothrus humicola
- Heminothrus interlamellaris
- Heminothrus leleupi
- Heminothrus longisetosus
- Heminothrus meakanensis
- Heminothrus microclava
- Heminothrus minor
- Heminothrus nevadensis
- Heminothrus novaezealandicus
- Heminothrus numatai
- Heminothrus ornatissimus
- Heminothrus oromii
- Heminothrus osornensis
- Heminothrus ovatus
- Heminothrus paolianus
- Heminothrus peltifer
- Heminothrus praeoccupatus
- Heminothrus punctatus
- Heminothrus quadristriatus
- Heminothrus reductus
- Heminothrus robustior
- Heminothrus sibiricus
- Heminothrus similis
- Heminothrus skoettsbergi
- Heminothrus targionii
- Heminothrus tenuiclava
- Heminothrus thori
- Heminothrus traversus
- Heminothrus yamasakii